# Каштановобрюхая альциона
Каштановобрюхая альциона (лат. Todiramphus farquhari) — вид птиц семейства зимородковых. Подвидов не выделяют. Эндемик Вануату. Видовое название дано в честь адмирала Королевского военно-морского флота Великобритании Артура Фаркуара (англ. Sir Arthur Murray Farquhar, 1855—1937).

## Описание
Каштановобрюхая альциона достигает длины 19—21 см и массы от 32 до 42 г. Верхняя часть головы тёмно-синяя, остальную часть головы охватывает чёрная маска, идущая от основания клюва через область глаз, щеки, кроющие ушей, сужаясь к спине. Перед глазом есть белое пятно. Спина и надхвостье синие. Мантия, горло и шея белые. Грудь, брюхо, бока тела и подхвостье оранжевые. Крылья тёмно-синие, хвост довольно короткий, тоже тёмно-синий. Клюв чёрный, надклювье немного светлее, нижняя часть подклювья рогового цвета. Ноги серовато-чёрные. Радужки тёмно-коричневые. Половой диморфизм выражен слабо; самка отличается от самца белым пятном на нижней части брюха. Молодые особи более тусклые, чем взрослые.
Голос представляет собой длинную, ускоряющуюся серию громких, пронзительно-писклявых нот, повторяющуюся более минуты.

## Распространение и места обитания
Каштановобрюхая альциона является эндемиком Вануату, встречается на островах Эспириту-Санто, Мало и Малекула. Обитает в первичных вечнозеленых тропических лесах, преимущественно в холмистой местности. Хорошо адаптируется к нарушенным местообитаниям, таким как вторичные леса и вырубки. Встречается от уровня моря до 800 м над уровнем моря.
Питается ящерицами, насекомыми (особенно жуками) и пауками, которых ловит с присады на низких ветках, пикируя на ствол дерева или землю.
Сезон размножения длится с ноября по февраль. Обе родительские птицы роют нору в древесном термитнике. Иногда гнездо сооружается в дупле пальмы или древовидного папоротника. В кладке 2—3 белых яйца.